# Bostrichus
Bostrichus là một chi bọ cánh cứng được tìm thấy ở miền Cổ bắc (bao gồm châu Âu), Cận Đông, và Bắc Phi.